# Ca n'Alós
Ca n'Alós, actualment anomenat Can Carol, és una obra de Capellades (Anoia) protegida com a bé cultural d'interès local.

## Descripció
És un casal situat en el petit nucli de Font de la Reina. És conformat per la casa principal amb cossos adossats. Es tracta de construccions fetes amb pedra, a la planta baixa, i tàpia a les superiors; mètode constructiu típic de les edificacions situades vora un riu o en un rec. Destaca la casa, amb la façana principal arrebossada, amb dos portals d'entrada adovellats. La disposició dels vans és irregular, mostra de l'antiguitat de la construcció. Al costat de la casa hi ha un pati tancat on es disposa la Font de la Reina. Aquest consisteix en un abeurador de forma rectangular i paral·lelepípede amb un bust de dona esculpit en pedra i adossat a la paret, dels pits surten dos dolls d'aigua.

## Història
Hostal al pas obligat del camí ral d'Aragó a la Font de la Reina. Entre els segles XIV i XVIII s'esmenten dos hostals en aquest lloc: el de Francesc Canals i el de Joan Borrull.